# Мишко Крањец
Мишко Крањец (мађ. Mihály Krányecz; Велика Полана, 15. септембар 1908 — Љубљана, 8. јун 1983) је био словеначки књижевник, новинар и политичар.

## Биографија
Рођен је у Прекомурју, на територији данашње Словеније, код Лендава, у сељачкој породици. Отац и мајка су били Михаиљ Крањец и Марија Пуцко. Основно школу завршио је у Мађарској. Касније је уписао школу у Љубљани. 1941. године пристопио је у Комунистичкој партији.
Активно је учествовао у политичком животу као уредник и издавач партијског листа Људска правица од 1934 до 1936. године. Члан САНУ од 1965. године.
После рата је био директор у разним издавачким предузећима. Био је дугогодишњи председник Друштва словенских књижевника, осам година посланик у Народној скупштини.
Био је уредник у издавачкој кући Прешернова дружба у Љубљани. Био је и редован члан САЗУ.
Главно дело му је Прича о добрим људима- роман.

## Нека од дела
- Težaki, 1932.
- Življenje, 1932.
- Predmestje, Роман 1932.
- Sreča na vasi, 1933.
- Pesem ceste, 1934.
- Os živlenja, Роман 1935.
- Tri novele, 1935.
- Zalesje se prebuja, Роман 1936.
- Južni vetrovi, 1937.
- Prostor na soncu, Роман 1937.
- Kapitanovi, Роман 1938.
- Do zadnjih meja, Роман 1940.
- Povest o dobrih ljudeh, 1940.
- Tihožitja in pejsaži, 1945.
- Pesem gora, Роман 1946.
- Fara svetaga Ivana, Роман 1947.
- Majhne so te stvari,
- Pomlad, 1947.
- Samotni otok, 1947.
- Pot do zločina, Драма 1948.
- Pod zvezdo, Роман 1950.
- Imel sem jih rad, 1953.
- Nekaj bi vam rad povedal, 1954.
- Nekoč bo lepše, 1954.
- Zgubljena vera, 1954.
- Čarni nasmeh, 1956.
- Zemlja se z nami premika, Роман 1956.
- Macesni nad dolino,
- Mesec je doma na Bladovici, 1958.
- Nad hišo se več ne kadi, Роман 1963.
- Rdeči gardist I, Роман 1964.
- Ukradena ljubezen, 1965.
- Rdeči gardist II, 1965.
- Zlata kočija, 1967.
- Rdeči gardist III, 1967.
- Na cesti prvega reda, 1967.
- Svetlikanje jutra, аутобиографски роман 1968.
- Lepa Vida Prekmurska, 1972.
- Strici so mi povedali, Роман 1974.
- Anketni listi malega človeka, 1974.
- Čarni nasmeh - Pot med blažene, 1978.
- Oče in sin, Роман 1978.

## Награде
Мишко Крањец је добитник следећих награда и признања:
- Награда АВНОЈа, 1969;
- Прешернова награда, 1959, 1964,1976, итд.
- Орден заслуга за народ 1. Реда, 1958;
- Орден братства и јединства са златним венцем, 1968;
- Орден Републике са златним венцем, 1965, итд.